# Маточный ход

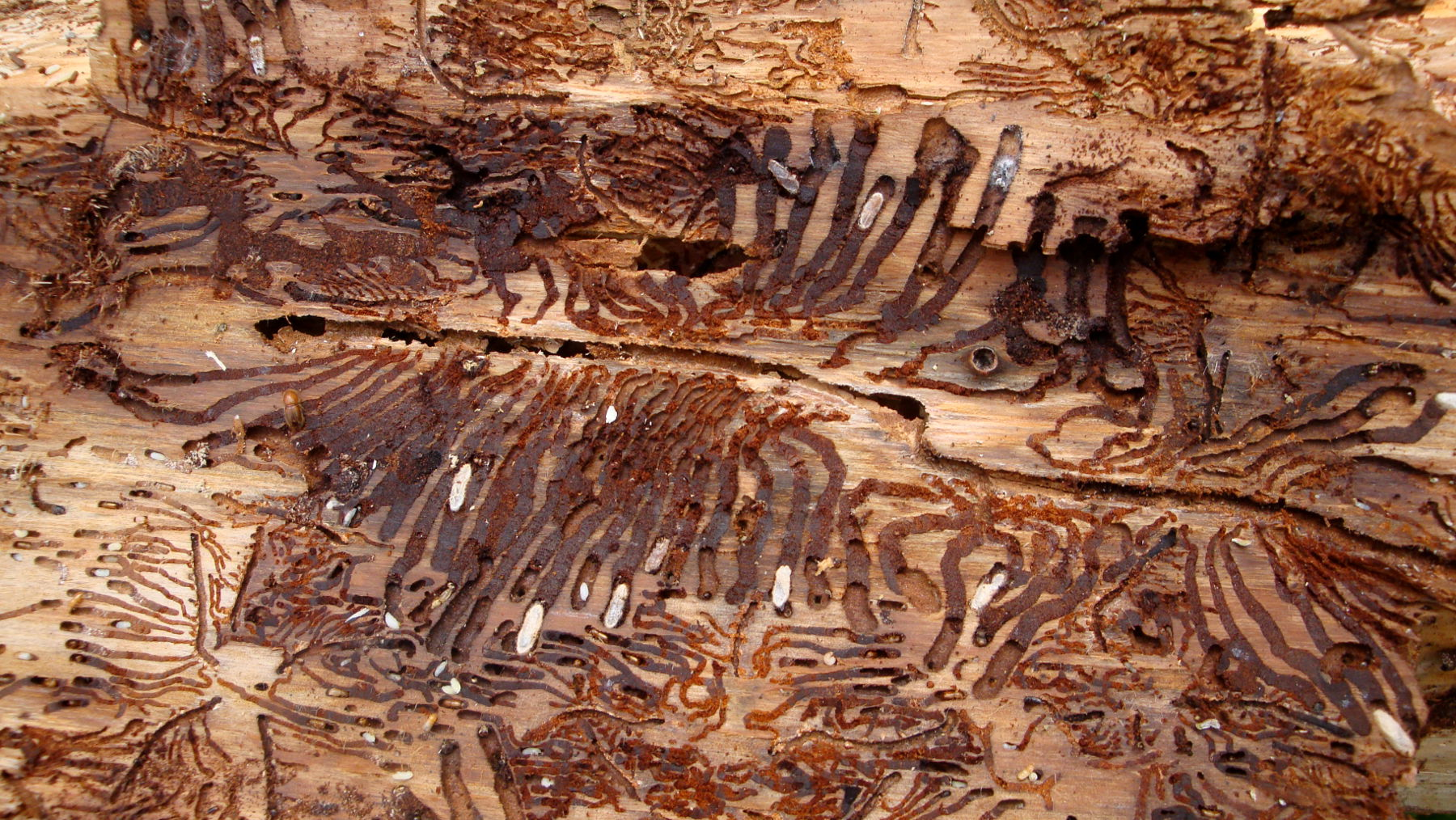
Маточный ход одного из видов короедов, с расходящимися в стороны от него личиночными ходами.

Маточный ход — система ходов, проделываемая в древесине жуками, питающимися древесиной (короеды, долгоносики, точильщики, златки), в которую они откладывают свои яйца, а также их личинками, питающимися этим субстратом. 

## Строение и виды маточных ходов
У представителей группы долгоносиков маточные ходы самые простые, так как взрослые жуки создают короткие углубления по длине их головотрубки. Они всегда являются прямыми, неглубокими, слепо заканчивающимися в субстрате. Основная часть откладываемых яиц при этом сосредоточена на дне этих углублений. Со временем из яиц выходят личинки, которые поражают древесину на большую глубину, проедая в ней извилистые каналы.
У короедов, строение маточных ходов намного сложнее. Они способны формировать длинные каналы, ведь во время их прогрызания жуки погружаются под поверхность коры полностью. Перемещаясь в толще древесины, короеды могут образовывать систему сложных тоннелей и каналов, среди которых выделяют функциональные зоны: брачная камера, яйцевые камеры, куколочные колыбельки, личиночные ходы. 
В системе ходов могут быть одно или, чаще всего, несколько входных отверстий (вентиляционные дыры или отдушины или брачные отверстия), а они могут быть погружены на различную глубину. 
В зависимости от формы и направления маточные ходы разделяют на продольные, поперечные, вильчатые, звездообразные и т.д.